# Wujiaqu
Wujiaqu är en stad på subprefekturnivå i Xinjiang i nordvästra Kina. Den ligger omkring 62 kilometer norr om regionhuvudstaden Ürümqi. 
Staden har en övervägande hankinesisk befolkning och lyder under Produktions- och konstruktionskåren i Xinjiang.